# Possession Island (ö i Australien)
Possession Island är en ö i Australien. Den ligger i delstaten Queensland, omkring 2 200 kilometer nordväst om delstatshuvudstaden Brisbane. Arean är 5,4 kvadratkilometer. Den sträcker sig 4,7 kilometer i nord-sydlig riktning, och 3,0 kilometer i öst-västlig riktning.
Runt Possession Island är det mycket glesbefolkat, med 5 invånare per kvadratkilometer. Savannklimat råder i trakten. Genomsnittlig årsnederbörd är 1 554 millimeter. Den regnigaste månaden är mars, med i genomsnitt 454 mm nederbörd, och den torraste är augusti, med 2 mm nederbörd.